# Callahan (Floride)
Pour les articles homonymes, voir Callahan.
Callahan est une ville américaine située dans le comté de Nassau en Floride.

## Démographie
| 1920 | 1930 | 1940 | 1950 | 1960 | 1970 |
| ---- | ---- | ---- | ---- | ---- | ---- |
| 511  | 637  | 685  | 722  | 782  | 772  |

| 1980 | 1990 | 2000 | 2010  | - | - |
| ---- | ---- | ---- | ----- | - | - |
| 869  | 946  | 962  | 1 123 | - | - |

En 2000, sa population était de 962 habitants.

## Source de la traduction
- (en) Cet article est partiellement ou en totalité issu de l’article de Wikipédia en anglais intitulé « Callahan, Florida » (voir la liste des auteurs).